# RBK TV
RBK (în rusă РБК) este un canal de televiziune de afaceri rusesc. Acesta prezintă știri economice, financiare și politice din Federația Rusă, precum și din țări străine; comentarii analitice; prognoze și comentarii ale experților; interviuri cu politicieni și oameni de afaceri; recenzii din presa de afaceri; programe speciale dedicate problemelor actuale ale afacerilor rusești și situației de pe piețele financiare rusești și internaționale. În noiembrie 2012, a fost inclus în lista de canale TV federale publicată de Serviciul Federal Antimonopol.
Canalul are peste cinci sute de angajați, printre care peste 40 de analiști care anterioar au activat în bănci și companii financiare.